# Silvia Neumeyer

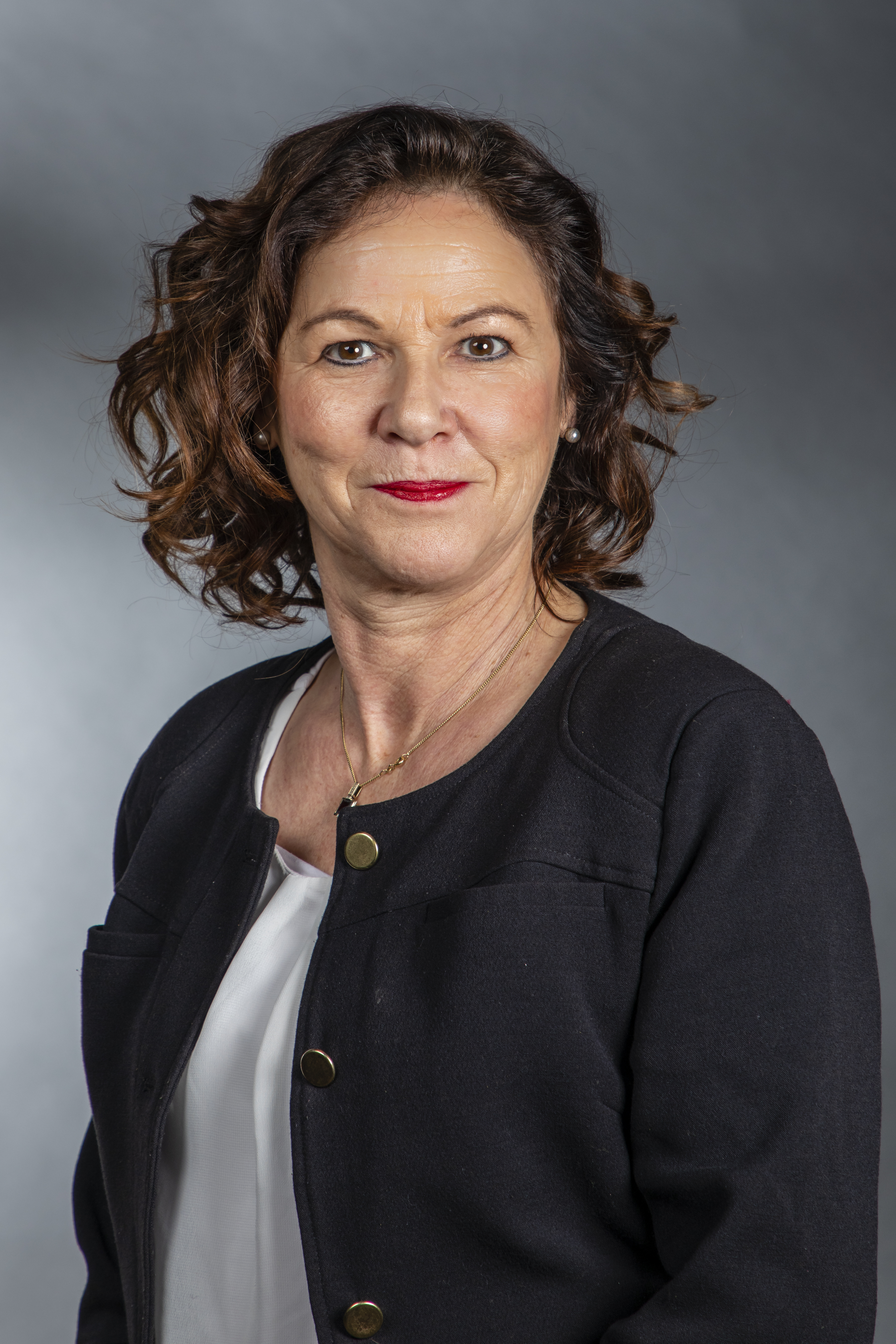
Silvia Neumeyer (2019)

Silvia Maria Neumeyer  (* 14. Juni 1962 in Bremen) ist eine deutsche Politikerin (CDU) und seit 2007 Abgeordnete der Bremischen Bürgerschaft.

## Biografie

### Familie, Ausbildung und Beruf
Nach ihrem Hauptschulabschluss absolvierte Neumeyer von 1977 bis 1980 eine Ausbildung zur Zahnarzthelferin. Von 1980 bis 1989 war sie in einer Kieferorthopädischen Praxis tätig.
Sie ist geschieden, hat zwei Kinder und wohnt in Bremen - Vegesack.

### Politik
Neumeyer war Mitglied der Jungen Union und dort von 1983 bis 1986 Kreisschatzmeisterin, von 1986 bis 1990 Beisitzerin im Landesverband, von 1990 bis 1992 Landesschatzmeisterin und von 1992 bis 1994 stellvertretende Landesvorsitzende. Innerhalb der CDU, in die sie 1983 eintrat, war sie von 1984 bis 1986 im CDU-Stadtbezirksverband Vegesack. Aktuell ist sie in mehreren Ämtern innerhalb der Bremer CDU und deren Organisationen aktiv. Von 2002 bis 2006 war sie Kreisvorsitzende der Frauen Union Bremen-Nord. Zudem ist sie in der CDU seit 2004 Vorsitzende des Stadtbezirks Vegesack, seit 2004 stellvertretende Kreisvorsitzende in Bremen-Nord und seit 2004 Beisitzerin im CDU-Landesvorstand.
Kommunalpolitisch war sie von 1999 bis 2007 Mitglied im Beirat von Vegesack. Von 2003 bis 2007 war sie Mitglied der Deputation für Inneres.
Neumeyer ist seit der Bürgerschaftswahl 2007 Mitglied in der Bremischen Bürgerschaft. Von 2012 bis 2021 war sie stellvertretende Vorsitzende der CDU-Fraktion.
Sie ist Sprecherin der CDU-Fraktion für Bau- und Tierschutzpolitik. Sie ist Vorsitzende der Deputation für Klima, Umwelt, Landwirtschaft und Tierschutz. Sie ist vertreten in der
staatlichen und städtischen Deputation für Inneres und Sport und der
städtischen Deputation für Umwelt, Bau, Verkehr, Stadtentwicklung und Energie.

### Weitere Mitgliedschaften
Sie ist Vorsitzende des Fördervereins Präventionsrat Bremen-Nord.